# 쇠르보그스바튼
쇠르보그스바튼(페로어: Sørvágsvatn)은 페로 제도에서 가장 큰 호수이다. 보가르섬에 있으며 페로 제도의 유일한 공항인 보가르 공항 바로 옆에 있다. 호수의 크기는 3.4 km2로, 페로 제도에서 두 번째로 큰 호수인 피얄라바튼의 약 세 배에 해당한다. 

## 명칭
지역 주민들 사이에서는 호수의 명칭에 대해 의견이 엇갈리고 있다. 서쪽에 있는 쇠르보그르(Sørvágur) 마을의 주민들은 "쇠르보그르의 호수"라는 뜻의 '쇠르보그스바튼'(Sørvágsvatn)이란 명칭을 선호하는 한편, 동쪽의 미즈바구르(Miðvágur)와 산다바구르(Sandavágur) 마을의 주민들은 동쪽의 영토를 의미하는 "레이트의 호수"라는 뜻의 '레이티스바튼'(Leitisvatn)이라는 명칭을 선호한다. 
미즈바구르 마을이 쇠르보그르 마을보다 호수에 더 가까이 위치하지만 쇠르보그르 마을이 호수에 먼저 정착하였다. 

## 지형

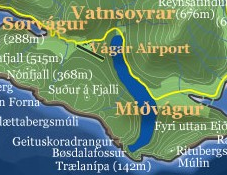
지도 속 쇠르보그스바튼 호수

표면적은 3.4 km2이며 지표면 고도는 32 m이다. 호수의 평균 수심은 27.5 m이고 가장 깊은 곳은 59 m로, 페로 제도의 호수 중 가장 깊다.
호수는 바다와 매우 근접해 있으며 해수면 보다 약 40 m 정도 높은 곳에 있다. 해수면과의 높이는 그리 차이나지 않지만 호수를 둘러싼 높은 해식절벽들로 인해 호수가 바다 위에 떠 있는 것 같은 착시현상을 보인다. 이로 인해 바다 위 호수라는 별칭으로도 불린다. 또한 호수의 남쪽 끝에는 해발 142 m 높이의 트래라니파(Trælanípa) 해식절벽이 있는데, 이 절벽에서 바이킹 시대에 일을 하지 못하는 노예들이 바다에 던져져 노예 절벽(Slave Cliff)으로 불리기도 한다. 절벽 근처에는 호수에서 북대서양으로 바로 떨어지는 뵈스달라포수르 폭포가 있다.
호수 주변엔 푸른 초원과 높은 절벽들이 있어 트레킹 코스로도 유명하다. 쇠르보그스바튼을 방문하기에 가장 좋은 시기는 여름이다. 이 시기에는 날씨가 온화해지고 낮이 길어져서 트레킹을 하기에 가장 적절하다.

## 조각상

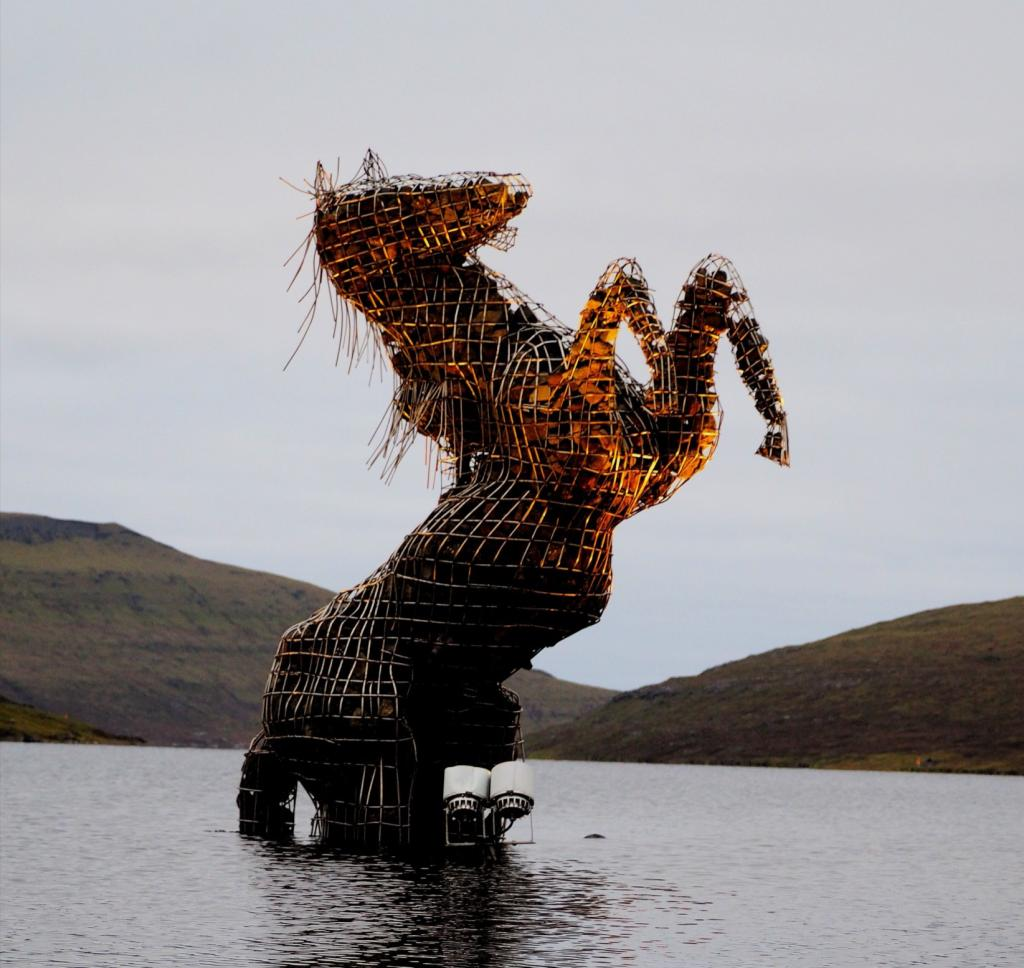
말 형태의 닉스 조각상

호수의 북쪽엔 게르만 신화의 물귀신인 닉스(Nix)를 형상화한 말 조각상(The Nix)이 있다. 페로 제도의 작가인 Pól Skarðenni가 제작하여 2017년 11월에 완공하였다. 야간에는 조명이 조각상을 비춘다. 

## 역사
제2차 세계 대전 당시 영국군이 호수의 서쪽 부근에 군용기 이착륙장(현재의 보가르 공항)과 수상기 정착장을 짓기도 했다. 이 호수에 착륙한 최초의 항공기는 1941년 영국 공군 해안 사령부의 PBY 카탈리나 수상기다.

## 갤러리

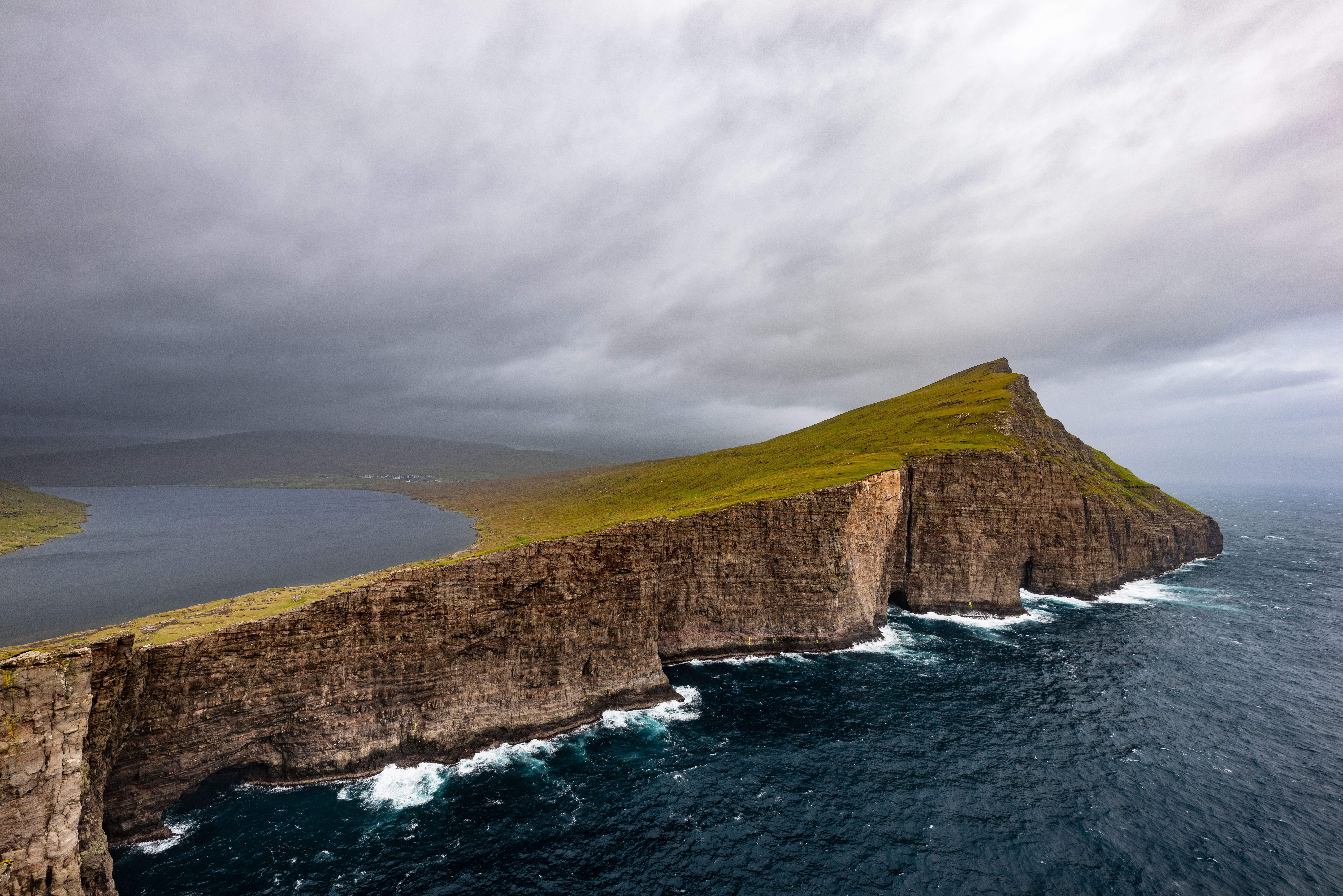
트래라니파 절벽에서 촬영한 쇠르보그스바튼 호수
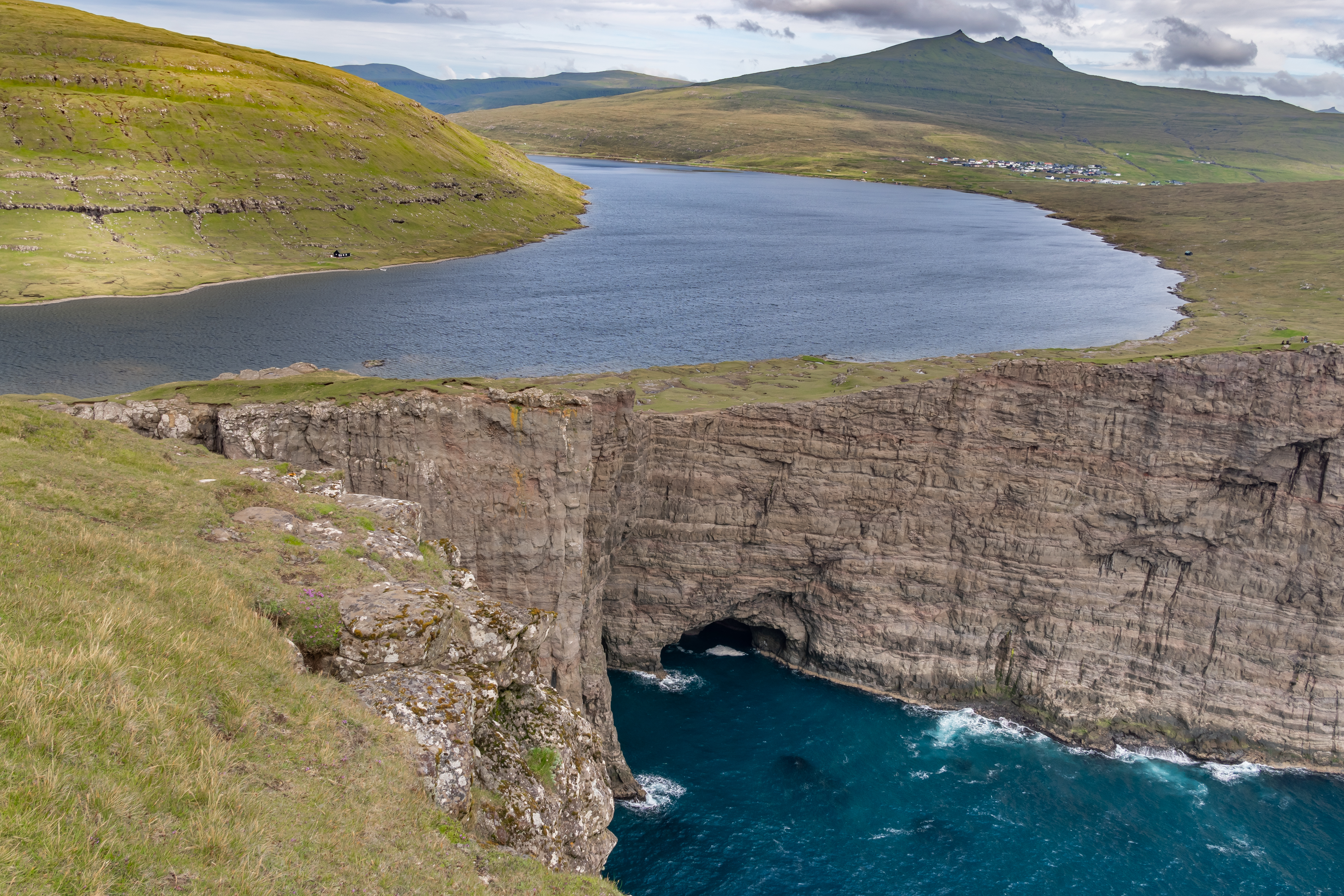
트래라니파 절벽에서 촬영한 쇠르보그스바튼 호수
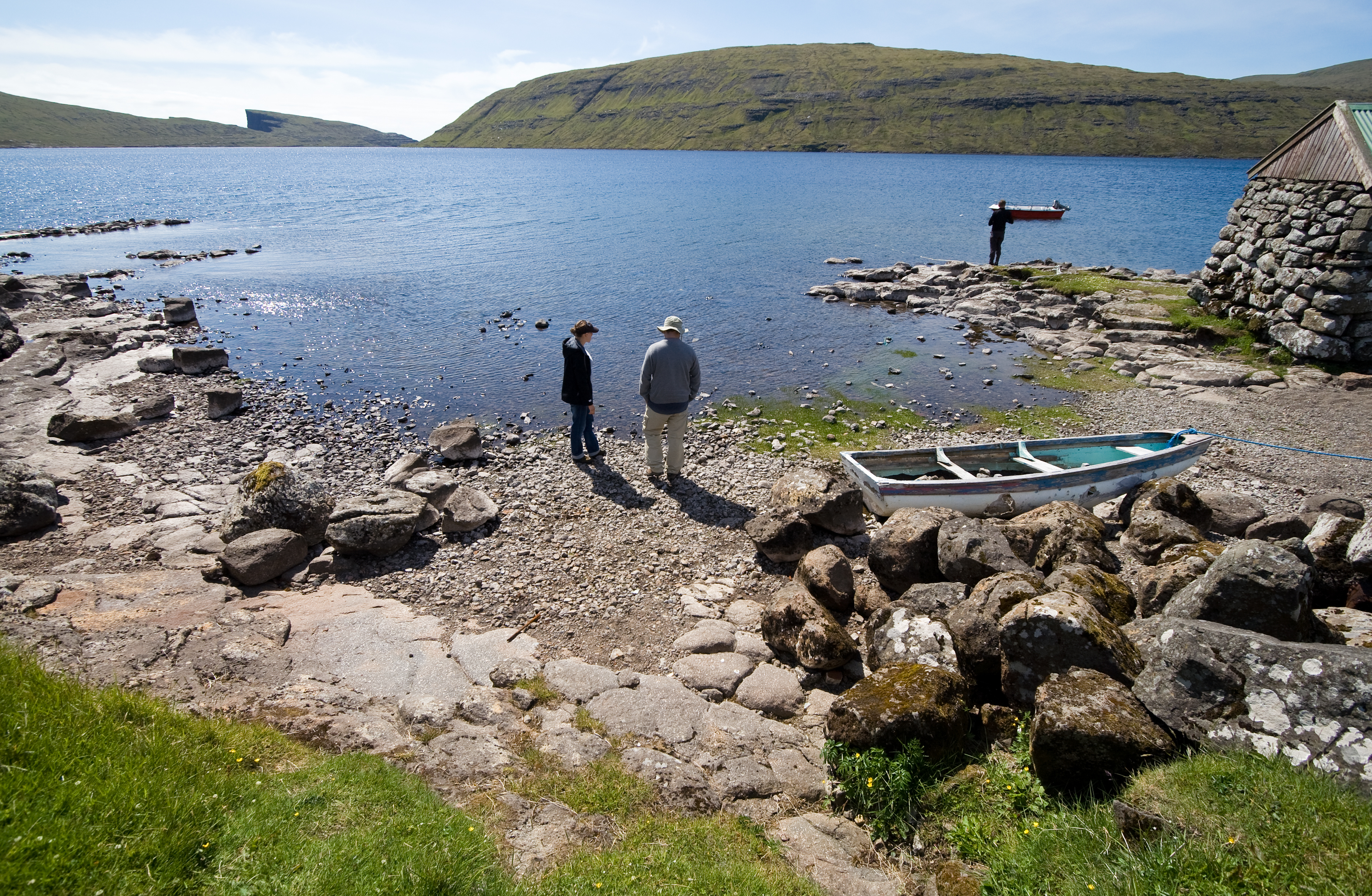
호수 내부
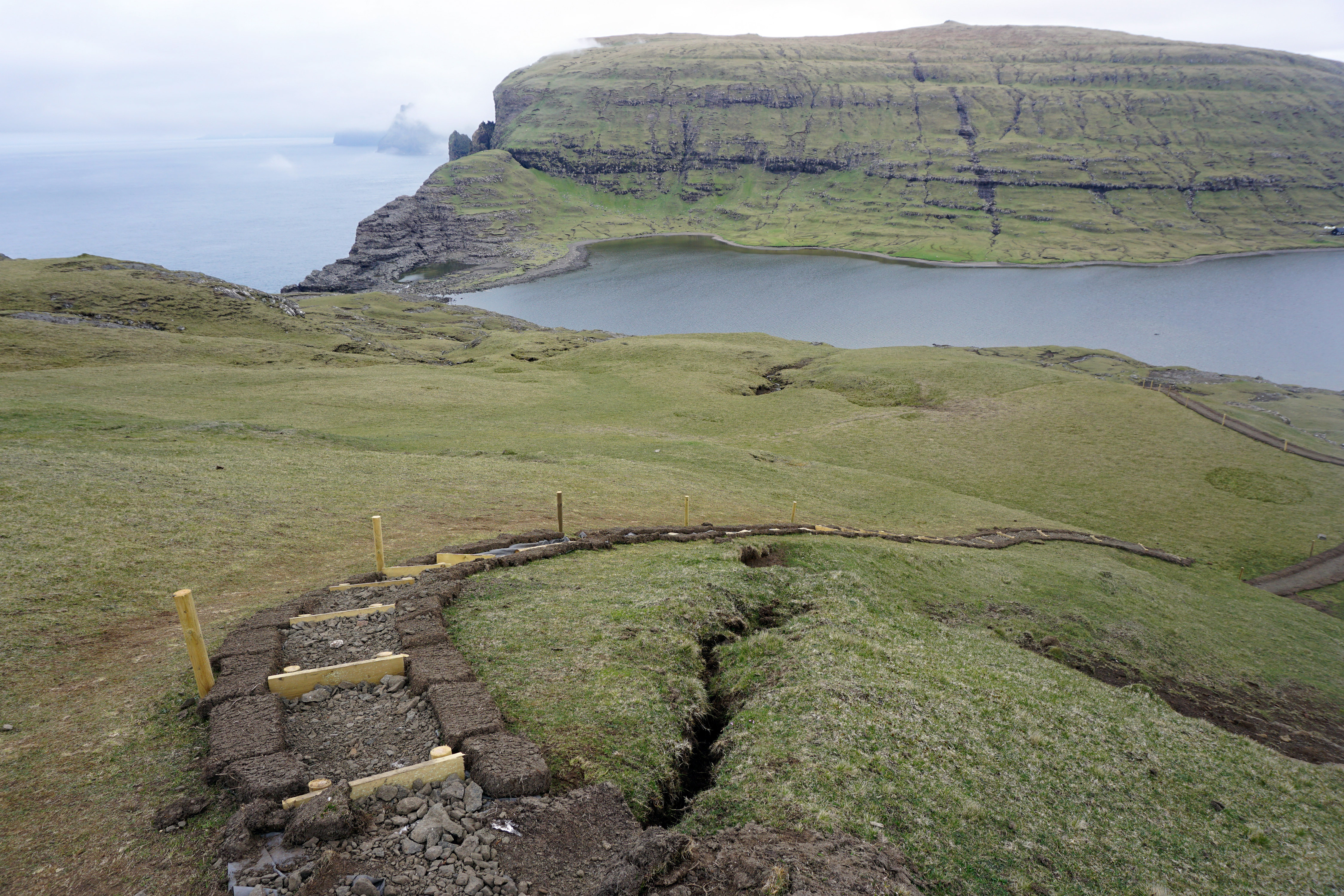